# Xã Morrow, Quận Macon, Missouri
Xã Morrow (tiếng Anh: Morrow Township) là một xã thuộc quận Macon, tiểu bang Missouri, Hoa Kỳ. Năm 2010, dân số của xã này là 170 người.